# Chlorocyclopentane
Le chlorocyclopentane est un composé organique. Il s'agit d'un halogénoalcane.